# Die Brüder Noltenius
Die Brüder Noltenius ist ein 1944 entstandenes reichsdeutsches Spielfilmdrama von Gerhard Lamprecht. Die beiden Titelrollen spielen Willy Birgel und Karl Mathias. Die weibliche Hauptrolle verkörperte Hilde Weissner. Der Geschichte liegt eine Idee von Fritz Gray zugrunde.

## Handlung
Wolf Noltenius kehrt nach zwanzig Jahren in seine norddeutsche Heimat zurück. In Brasilien hatte er sich die vergangenen Jahrzehnte einen Namen mit bedeutenden Bau- und Planungsentwürfen ganzer Städte gemacht. Wieder daheim in Deutschland will er seinen Bruder Werner besuchen, der hier, in der Provinz, eine moderate Karriere als Stadtbaurat eingeschlagen hat. Dessen Probleme sind deutlich kleinspuriger als diejenigen, mit denen in der Ferne einst Bruder Wolf zu tun hatte. Werner muss sich derzeit mit dem Mühlenbesitzer Karst herumärgern, da dieser aufgrund seines beträchtlichen Reichtums großen Einfluss auf die Entscheidungen des Bürgermeisters Greifenberg besitzt. Der Stadtvorstand wagt nicht gegen Karst aufzubegehren und diesem irgendeinen Wunsch abzuschlagen. Der Mühlenbesitzer nutzt diesen Umstand weidlich zu seinen Gunsten aus. Im konkreten Fall versucht Karst im Gemeinderat Werners Konzept einer Flussregulierung zu verhindern, für die sich der Stadtbaurat stark engagiert. Stattdessen soll die geplante Umgestaltung der Arne-Wiesen durch einen Fachmann von außerhalb durchgeführt werden. Dies verletzt Werner Noltenius, der fest darauf gebaut hatte, dass er die Federführung übernehmen werde, sehr. Er weiß nicht, dass zu allem Unglück ausgerechnet sein soeben heimgekehrter Bruder Wolf der ungeliebte Konkurrent ist, dessen Planungskonzept offensichtlich mehr überzeugte als sein eigenes.
Wolf Noltenius, der einst eine Beziehung zu Werners jetziger Ehefrau Leonore pflegte, hatte in Brasilien von der Ausschreibung des Umgestaltungsprojekts gelesen und einen eigenen Entwurf eingereicht. Damit scheint ein schweres Zerwürfnis der beiden Brüder Noltenius unausweichlich. Wolfs Projekt, dass dem Werners nicht unähnlich ist -- beide wollen die Arne-Wiesen komplett überschwemmen, aus ihnen einen touristisch zu nutzenden See machen und in ihm Süßwasserfische zur Nahrungsergänzung der Stadtbevölkerung aussetzen -- wird unter dem Signum „W. Noltenius“ eingereicht und prämiert. Um dem finanziell klammen Werner zu helfen, behauptet nun Wolf gegenüber dem Bürgermeister, dass sich hinter W. Noltenius Werner Noltenius stecken würde. Der jüngere Bruder fühlt sich durch diese großmütige Geste noch mehr gedemütigt, zumal Wolf sein Siegerprojekt auch noch „Leonore“ genannt hat. Werner stellt beim Bürgermeister Wolfs Behauptung richtig. Während das Zerwürfnis der beiden so unterschiedlichen Brüder unüberbrückbar erscheint, hat sich Heimkehrer Wolf in der Zwischenzeit ausgerechnet in Konstanze Karst verliebt, die Tochter des bei Werner verhassten Mühlenbesitzers. Beide verlassen als Paar die Stadt. Bürgermeister Greifenberg beaufsichtigt seinen Stadtbaurat Werner Noltenius, die Umsetzung des von Bruder Wolf eingereichten Umgestaltungsprojekts zu beaufsichtigen.

## Produktionsnotizen
Die Dreharbeiten begannen am 24. Februar 1944 und endeten Anfang Juni desselben Jahres. Die Uraufführung war am 23. Februar 1945 in Hamburg. Die Berliner Premiere fand am 7. April desselben Jahres im Tauentzienpalast statt. 
Erich Kettelhut schuf die Filmbauten, Carl-Erich Kroschke zeichnete für den Ton verantwortlich.

## Kritik
Im Lexikon des Internationalen Films heißt es: „Dialogreiches Familien-Melodram mit realistischer Milieuschilderung.“